# Badja al-Zayt
Badja al-Zayt (Béja de l'Oli) són unes ruïnes de Tunísia que corresponen a una antiga vila tunisiana del Sahel al sud de Béja, entre Mahdia i El Djem (àrab al-Djam), a 13 km d'aquesta darrera, situada modernament a una comuna anomenada Wadi Badja a la governació de Mahdia.
Fou parcialment destruïda per la invasió dels Banu Hilal i va acabar desapareixent en temps dels hàfsides. Les ruïnes encara es poden veure.